# Desmognathus santeetlah
Desmognathus santeetlah (tên tiếng Anh: Santeetlah Dusky Salamander) là một loài kỳ giông thuộc họ Plethodontidae.
Đây là loài đặc hữu của Hoa Kỳ.
Môi trường sống tự nhiên của chúng là sông ngòi, sông có nước theo mùa, và suối nước ngọt.
Chúng hiện đang bị đe dọa vì mất môi trường sống.